# Погожалка (Опольське воєводство)
Погожалка (пол. Pogorzałka, нім. Hellewald) — село в Польщі, у гміні Бичина Ключборського повіту Опольського воєводства.
Населення — 44 особи (2011).

## Демографія
Демографічна структура станом на 31 березня 2011 року:
|          | Загалом | Допрацездатний вік | Працездатний вік | Постпрацездатний вік |
| -------- | ------- | ------------------ | ---------------- | -------------------- |
| Чоловіки | 26      | 6                  | 13               | 7                    |
| Жінки    | 18      | 0                  | 12               | 6                    |
| Разом    | 44      | 6                  | 25               | 13                   |